# Tuomo Tuomi
Tuomo Tapio Tuomi (Kouvola, Finnország, 1929. október 26. – Helsinki, 2011. november 24.) finn nyelvész, lexikográfus, nyelvjáráskutató, finnugrista, a finn dialektusok kutatásának meghatározó alakja. Tuomo Lahdelma költő, műfordító, hungarológus egyetemi tanár (* 1954) édesapja.

## Élete és munkássága
1976 és 1994 között a Finnországi Nyelvek Kutatóközpontjának (Kotimaisten kielten tutkimuskeskus; Kotus) igazgatója volt, irányítása alatt az intézet a finnen kívül Finnországon kívüli finnugor nyelveknek is jelentős kutatási központja volt.
Főszerkesztői munkája alatt készült el a finn nyelvjárási szótár (Suomen murteiden sanakirja) első négy kötete, valamint ő dolgozta ki a szótár által is használt alapos jelentésleírási módszert. A korábban összegyűjtött nagy mennyiségű anyag kiadásának szükségessége már a 20. században is megfogalmazódott, de Tuomi volt az, aki el is kezdte a terv megvalósítását. Lexikográfiai munkásságának másik nagy állomása a finn szóvégmutató szótár elkészítése volt 1972-ben.
Tuomo igen jó kapcsolatokat ápolt az észt kutatókkal. Az 1980-as évek táján ő kezdeményezte a balti-finn nyelvek nyelvjárási atlaszának (Itämerensuomalaisen kielikartaston; Atlas linguarum fennicarum, ALFE) kiadását, valamint kidolgozta az atlasz elkészítéséhez szükséges kérdőíveket is. Az atlaszt végül 2004 és 2010 között adták ki három kötetben, ennek ő volt a főszerkesztője.
Megválasztották a Joensuui Egyetem és a Turkui Egyetem dísztoktorává, valamint kitüntették az észt állam Maarjamaa-keresztjével is.